# Bauhinia aurantiaca
Bauhinia aurantiaca är en ärtväxtart som beskrevs av Wenceslas Bojer. Bauhinia aurantiaca ingår i släktet Bauhinia och familjen ärtväxter. Inga underarter finns listade i Catalogue of Life.